# شرايين ثاقبة
شرايين ثاقبة (بالإنجليزية: Perforating arteries)‏‏ هو شريان يتفرعُ من شريان فخذي عميق.